# Duncan Edwards
Duncan Edwards (1 tháng 10 năm 1936 – 21 tháng 2 năm 1958) là cầu thủ bóng đá người Anh đã từng chơi cho câu lạc bộ Manchester United và đội tuyển bóng đá quốc gia Anh. Ông là một trong số những cầu thủ trẻ tài năng dưới sự huấn luyện của huấn luyện viên Matt Busby vào giữa thập niên 1950 và cũng là một trong 8 cầu thủ bị thiệt mạng sau thảm họa hàng không München năm 1958.
Sinh ra ở Dudley, ông gia nhập câu lạc bộ Manchester United khi còn thiếu niên và ông trở thành cầu thủ trẻ tuổi nhất chơi ở giải vô địch bóng đá Anh và cũng là cầu thủ trẻ tuổi nhất chơi cho đội tuyển quốc gia kể từ sau chiến tranh thế giới thứ 2. Duncan lần đầu tiên khoác áo đội tuyển Anh là khi mới 18 tuổi 183 ngày và ông chính là tuyển thủ trẻ thứ hai của Xứ sở sương mù trong thế kỷ 20. Kỉ lục của ông chỉ bị thần đồng Michael Owen phá sau hơn 40 năm, vào tháng 2-1998. Trong sự nghiệp tuy ngắn ngủi chưa đến 5 năm nhưng ông đã giúp cho câu lạc bộ của mình đoạt 2 cup vô địch bóng đá Anh và lọt vào bán kết cúp châu Âu. Dù rằng sau khi máy bay chở đội của ông bị rơi ở Munich tháng 2-1958 ông chưa tắt thở ngay nhưng ông cũng không qua khỏi bởi chấn thương quá nặng và đã qua đời sau đó 15 ngày. Điều đó là rất đáng tiếc vì tất cả những ai đã xem Edwards chơi bóng đều cho rằng nếu ông không mất sớm thì chắc chắn sẽ trở thành một tên tuổi lớn của bóng đá thế giới.
Trong tang lễ của Duncan Edwards, HLV trưởng đội tuyển Anh khi đó, ông Walter Winterbottom, đã phát biểu: "Tính cách và tinh thần của Duncan Edwards góp công lớn trong công cuộc phục hưng bóng đá Anh." Sir Matt Busby thì nhận xét: "Duncan là một chàng trai dũng cảm, trung thực và cống hiến. Và có lẽ, điều cốt yếu nhất trong anh là chất Nghệ sĩ vĩnh cửu. Chỉ có một Duncan Edwards là duy nhất và mãi mãi!"
Để tưởng nhớ tài năng của ông thị trấn nơi ông sinh ra đã lập một tấm biển "Duncan Edwards Close" trên con đường đến nhà thờ St Francis.

## Thống kê
| Clb               | Mùa giải       | Hạng nhất | Hạng nhất | FA Cup | FA Cup | Cup châu Âu | Cup châu Âu | Từ thiện | Từ thiện | Tổng | Tổng |
| Clb               | Mùa giải       | Trận      | Bàn       | Trận   | Bàn    | Trận        | Bàn         | Trận     | Bàn      | Trận | Bàn  |
| ----------------- | -------------- | --------- | --------- | ------ | ------ | ----------- | ----------- | -------- | -------- | ---- | ---- |
| Manchester United | 1952–53        | 1         | 0         | 0      | 0      | 0           | 0           | 0        | 0        | 1    | 0    |
| Manchester United | 1953–54        | 24        | 0         | 1      | 0      | 0           | 0           | 0        | 0        | 25   | 0    |
| Manchester United | 1954–55        | 33        | 6         | 3      | 0      | 0           | 0           | 0        | 0        | 36   | 6    |
| Manchester United | 1955–56        | 33        | 3         | 0      | 0      | 0           | 0           | 0        | 0        | 33   | 3    |
| Manchester United | 1956–57        | 34        | 5         | 6      | 1      | 7           | 0           | 1        | 0        | 48   | 6    |
| Manchester United | 1957–58        | 26        | 6         | 2      | 0      | 5           | 0           | 1        | 0        | 34   | 6    |
| Tổng sự nghiệp    | Tổng sự nghiệp | 151       | 20        | 12     | 1      | 12          | 0           | 2        | 0        | 177  | 21   |

| Đội tuyển Anh  | Mùa giải       | Trận | Bàn |
| -------------- | -------------- | ---- | --- |
| Anh            | 1954–55        | 4    | 0   |
| Anh            | 1955–56        | 5    | 1   |
| Anh            | 1956–57        | 6    | 3   |
| Anh            | 1957–58        | 3    | 1   |
| Tổng sự nghiệp | Tổng sự nghiệp | 18   | 5   |